# Шераб Гялцен Ринпоче
Шераб Гялцен Ринпоче (роден 1950 г.) е един от най-високоуважаваните и опитни лами на линията Карма Кагю на Тибетския Будизъм. Той е носител на рядко срещаната в днешно време титла „Манива“, която означава майстор на практиката на Ченрезиг (Любящите Очи – обединеното съчувствие на всички Буди), който е направил или подтикнал другите да направят поне един милиард повторения на неговата прочута Шестсричкова мантра. Монашеските си обети Ринпоче получава лично от Шестнадесетия Кармапа Рангджунг Ригпе Дордже в манастира Румтек. Изключително даровит ученик, той усъвършенства всички аспекти на традиционното Будистко обучение: Сутра и Тантра, ритуали, музика, изкуства и композиция. Наред с другите си активности Ринпоче ръководи и тригодишните медитационни уединения в ретрийтния център в Парпинг, изградил е и поддържа женски манастир в Непал близо до Катманду, работи и по изграждането на манастир източно от столицата. По няколко пъти годишно Ринпоче води Нюнгне и други практики с Ченрезиг за хиляди практикуващи в своя манастир Ньешанг в комплекса Сваямбху. През годините заедно със своите ученици са натрупали над петнадесет милиарда мантри на Любящите Очи. Стилът на преподаване на Ринпоче е дълбок, прям и достъпен.